# Nathan Sanford
Nathan Sanford (Bridgehampton, 1777. november 5. – Flushing, 1838. október 17.) az Amerikai Egyesült Államok New York államának szenátora.